# 18505 Каравеллі
18505 Каравеллі (18505 Caravelli) — астероїд головного поясу, відкритий 9 серпня 1996 року.
Тіссеранів параметр щодо Юпітера — 3,623.